# Kapitan Power i żołnierze przyszłości
Kapitan Power i żołnierze przyszłości (ang. Captain Power and the Soldiers of the Future) – serial telewizyjny o tematyce science-fiction z lat osiemdziesiątych. Tytułową rolę odgrywał aktor Tim Dunigan.
W Polsce emitowany był w Telewizji Polsat, ATV oraz Tele3 Katowice.

## Dystrybucja VHS
Serial został wydany w Polsce na kasetach VHS. Dystrybucja: NVC

## Lista odcinków
Nakręcono jedynie jedną serię, która zawiera 22 odcinki. W nawiasie podana jest data premiery każdego odcinka.
1. Shattered (20 września 1987)
2. The Abyss (27 września 1987)
3. Final Stand (4 października 1987)
4. Pariah (11 października 1987)
5. A Fire in the Dark (18 października 1987)
6. The Mirror in Darkness (25 października 1987)
7. The Ferryman (1 listopada 1987)
8. And Study War No More (8 listopada 1987)
9. The Intruder (15 listopada 1987)
10. Wardogs (22 listopada 1987)
11. Flame Street (29 listopada 1987)
12. Gemini and Counting (10 stycznia 1988)
13. And Madness Shall Reign (17 stycznia 1988)
14. Judgement (31 stycznia 1988)
15. A Summoning of Thunder: Part 1 (7 lutego 1988)
16. A Summoning of Thunder: Part 2 (14 lutego 1988)
17. The Eden Road (21 lutego 1988)
18. Freedom One (28 lutego 1988)
19. New Order: Part One – The Sky Shall Swallow Them (6 marca 1988)
20. New Order: Part Two – The Land Shall Burn (13 marca 1988)
21. Retribution: Part 1 (20 marca 1988)
22. Retribution: Part 2 (27 marca 1988)